# Посулье

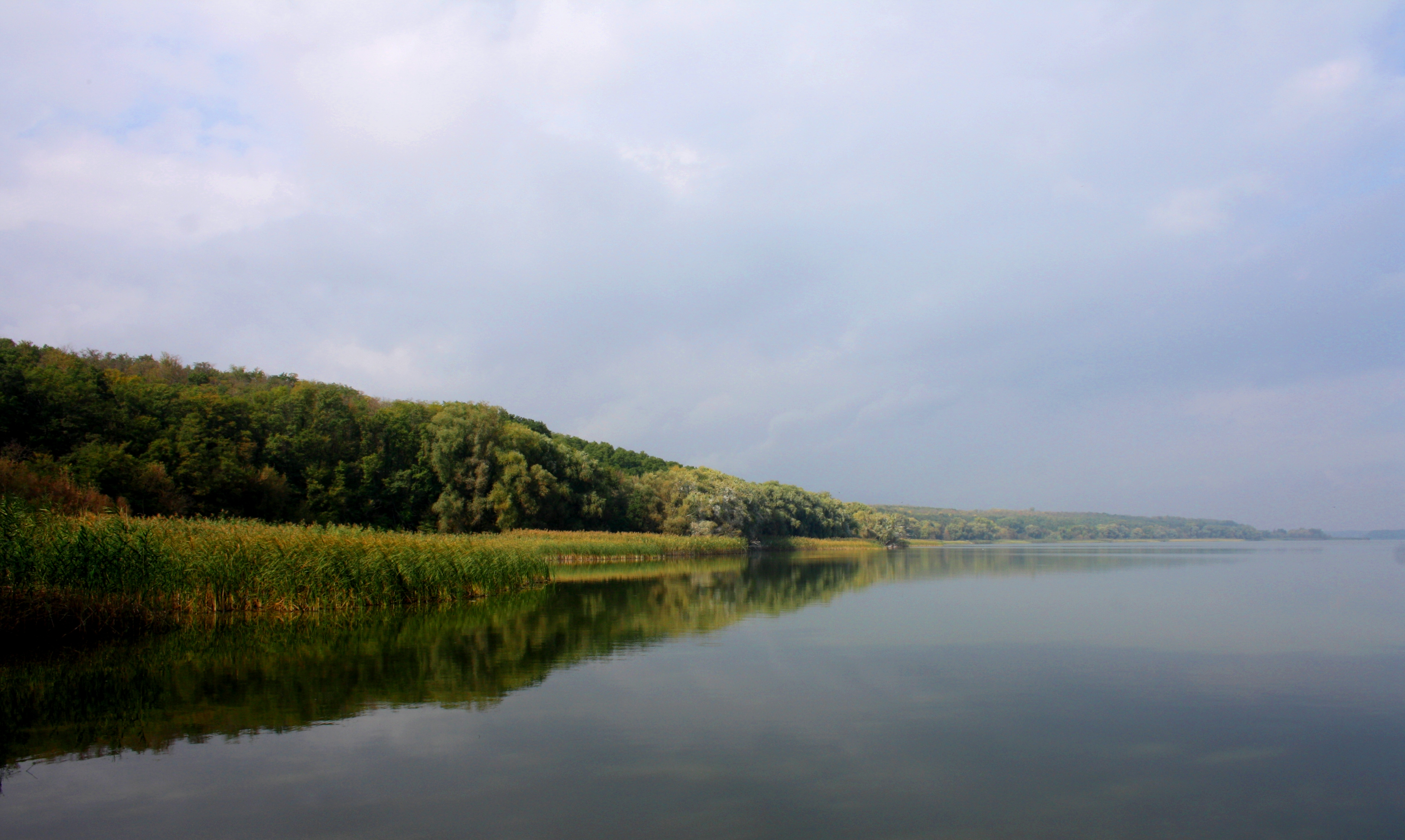
Река Сула в нижнем течении

Посу́лье — историческое название земли по левому притоку Днепра, Суле, и её притокам; в удельно-вечевом периоде бывшей порубежной со степью. Ныне это территория Недригайловского и Роменского районов Сумщины, Лохвицкого, Лубенского и других районов Полтавщины.

## История
Посульско-Удайское подстепье богато древними северскими городищами волынцевской (конец VII — начало VIII века) и роменской (IX—X века) культур.
В первой трети IX века в Посулье погибло поселение волынцевской культуры Мельники I близ села Андрияшевка.
В 914 году при князе Игоре северские земли Посулья стали частью древнерусского государства. Владимир Святославич для защиты от степных кочевников строил и укреплял города по Суле, населяя их «лучшими мужами от словен, и от кривич, и от чуди, и от вятич». При преемниках Ярослава Мудрого входит в состав Переяславского княжества и является его южной окраиной; только на востоке переяславские земли заходили за Сулу. Даже в конце XI и начале XII веков, когда кочевники были далеко отброшены в степь, они появлялись ещё в Посулье, где для защиты от их нападений был построен ряд укрепленных городов (Ромен, Песочен, Кснятин, Лубно, Синеч, Горошин, Воинь и другие), известные как Посульская оборонительная линия.
Население сосредоточивалось под защитой этой линии укреплений, главным образом на высоком правом берегу Сулы. Уже в конце XII века население Посулья было значительно разрежено; со времени татарского нашествия Посулье опустело; только, быть может, в лесистых и болотистых уголках, защищённых самой природой, сохранились остатки населения.
В конце XV века «Север-Сульская вотчина и р. Сула с верху до устья» достались Богдану Глинскому. Ни он, ни сын его не занимались Посульем; ещё в начале второй половины XVI века жители Канева промышляли здесь зверя, рыбу и мёд, и право их на эти угодья («уходы», «сивера») признавалось королевской властью. В 1590 году Варшавский сейм утвердил большую часть Посулья за Вишневецким, который заботился о привлечении сюда населения и для защиты его возрождал старинные северские укрепления («городки»). Во время малолетства известного Иеремии Вишневецкого «опека» своими поборами довела население Посулья до того, что оно начало расходиться; ещё более эмиграция усилилась после кровавого усмирения восстания 1637—1638 годов. Многие стали уходить в пределы Русского государства. В конце 1630-х годов Иеремия Вишневецкий сам поселился в своих заднепровских владениях, занялся округлением своих владений, старался возвратить захваченные другими владельцами поселения и привлечь на свои земли колонистов, хлопотал и о возвращении тех «подданных», которые ушли в Московское государство. По-видимому, ему удалось достигнуть значительных результатов, хотя татарские набеги мешали его колонизационной деятельности, а близость Московской границы соблазняла колонистов уходить на более привольные места. Восстание Хмельницкого заставило Вишневецкого уйти с левого берега Днепра. С присоединением левобережной Малороссии к Русскому государству Посулье входит в состав гетманщины и получает казацкое устройство.